# Cheirodon galusdai
Cheirodon galusdai е вид лъчеперка от семейство Харациди (Characidae).

## Разпространение
Видът е разпространен в Чили.

## Описание
На дължина достигат до 5,9 cm.